# Diplostix usambarica
Diplostix usambarica är en skalbaggsart som först beskrevs av Heinrich Bickhardt 1921.  Diplostix usambarica ingår i släktet Diplostix och familjen stumpbaggar. Inga underarter finns listade i Catalogue of Life.